# Another Mind
Another Mind è il primo album in studio della pianista jazz giapponese Hiromi Uehara, pubblicato nel 2003.

## Tracce
1. XYZ – 5:37
2. Double Personality – 11:57
3. Summer Rain – 6:07
4. Joy – 8:29
5. 010101 (Binary System) – 8:23
6. Truth and Lies – 7:20
7. Dançando no Paraiso – 7:39
8. Another Mind – 8:44
9. The Tom and Jerry Show – 6:05

## Formazione
- Hiromi Uehara - piano
- Mitch Cohn - basso
- Dave DiCenso - batteria
- Anthony Jackson - basso
- Jim Odgren - sassofono alto (2, 3)
- David Fiuczynski - chitarra (2)